# BMD-2
BMD-2 (bojevaja mašina děsantnaja) je sovětské obojživelné obrněné vozidlo určené pro přepravu menší skupiny výsadkářů. Jedná se o lehký stroj, který je většinou schopen shozu na padácích. Jedná se o modernizaci stroje BMD-1. Prototyp BMD-2 byl sestrojen roku 1983, sériově se začal vyrábět od roku 1985. Základním rozdílem oproti předchůdci je použití nové věžičky a instalace 30mm kanónu se spřeženým kulometem ráže 7,62 mm.
Obrněná vozidla BMD byla bojově použita při invazi do Afghánistánu.

## Uživatelé

### Současní uživatelé
- Rusko – Přibližně 849 v aktivní službě a více než 1 500 ve skladu (2013).[2]
- Ukrajina – Přibližně 78 v aktivní službě (2000–2005).[3]

### Bývalý uživatelé
- Sovětský svaz – Předáno nástupnickým státům.